# 福知山市立佐賀小学校
福知山市立佐賀小学校（ふくちやましりつ さがしょうがっこう）は、かつて京都府福知山市大字私市小字上リ立にあった公立小学校。
1873年（明治6年）開校。2020年（令和2年）3月閉校。跡地は足立音衛門 里山ファクトリーとして活用されている。旧何鹿郡の内で、唯一福知山市に属した地域（私市、報恩寺、印内、山野口）を校区としていた。

## 沿革
- 1947年（昭和22年）4月1日 - 佐賀村立佐賀小学校と改称。
- 1956年（昭和31年）9月30日 - 何鹿郡佐賀村の西部が福知山市へ編入されたのに伴い、福知山市立佐賀小学校と改称。
- 2020年（令和2年）3月 - 学校統廃合によって閉校。
- 2021年（令和3年）10月1日 - 跡地に足立音衛門 里山ファクトリーがオープン[1]。

## 主な進学先
- 福知山市立日新中学校
- 京都府立福知山高等学校・附属中学校

## 周辺
由良川北岸の田園地帯。
- 私市郵便局
- 京都府立中丹支援学校
- 京都府道9号綾部大江宮津線
- 高龍寺山
- 由良川

## アクセス
- 京都交通川北線 報恩寺口バス停